# Haemanthus pubescens
Haemanthus pubescens är en amaryllisväxtart som beskrevs av Carl von Linné d.y.. Haemanthus pubescens ingår i släktet Haemanthus och familjen amaryllisväxter.

## Underarter
Arten delas in i följande underarter:
- H. p. arenicolus
- H. p. leipoldtii
- H. p. pubescens

## Bildgalleri

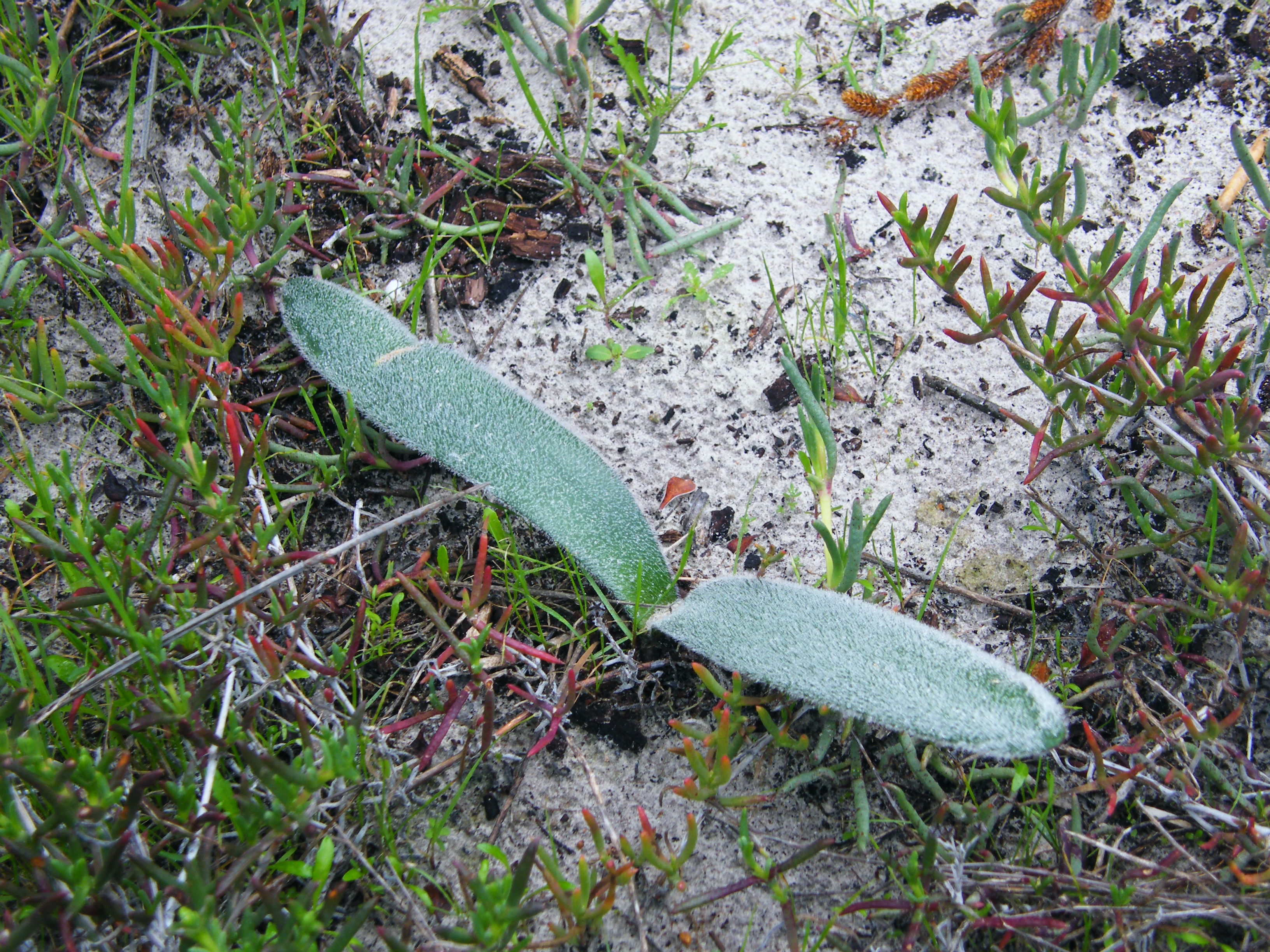
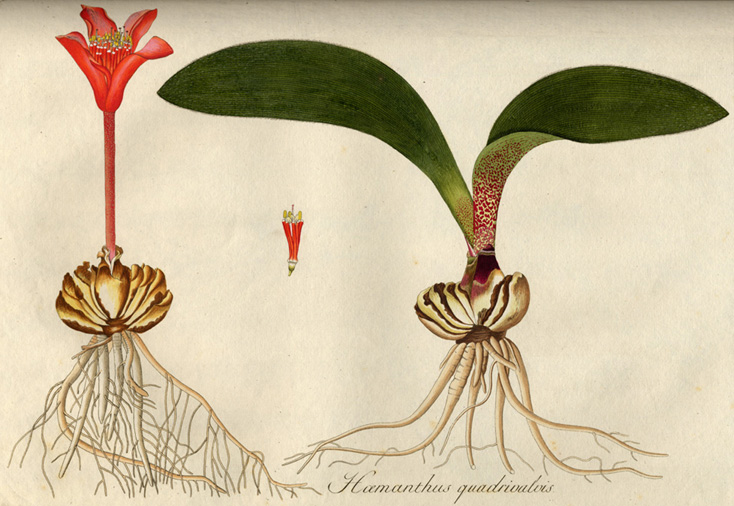
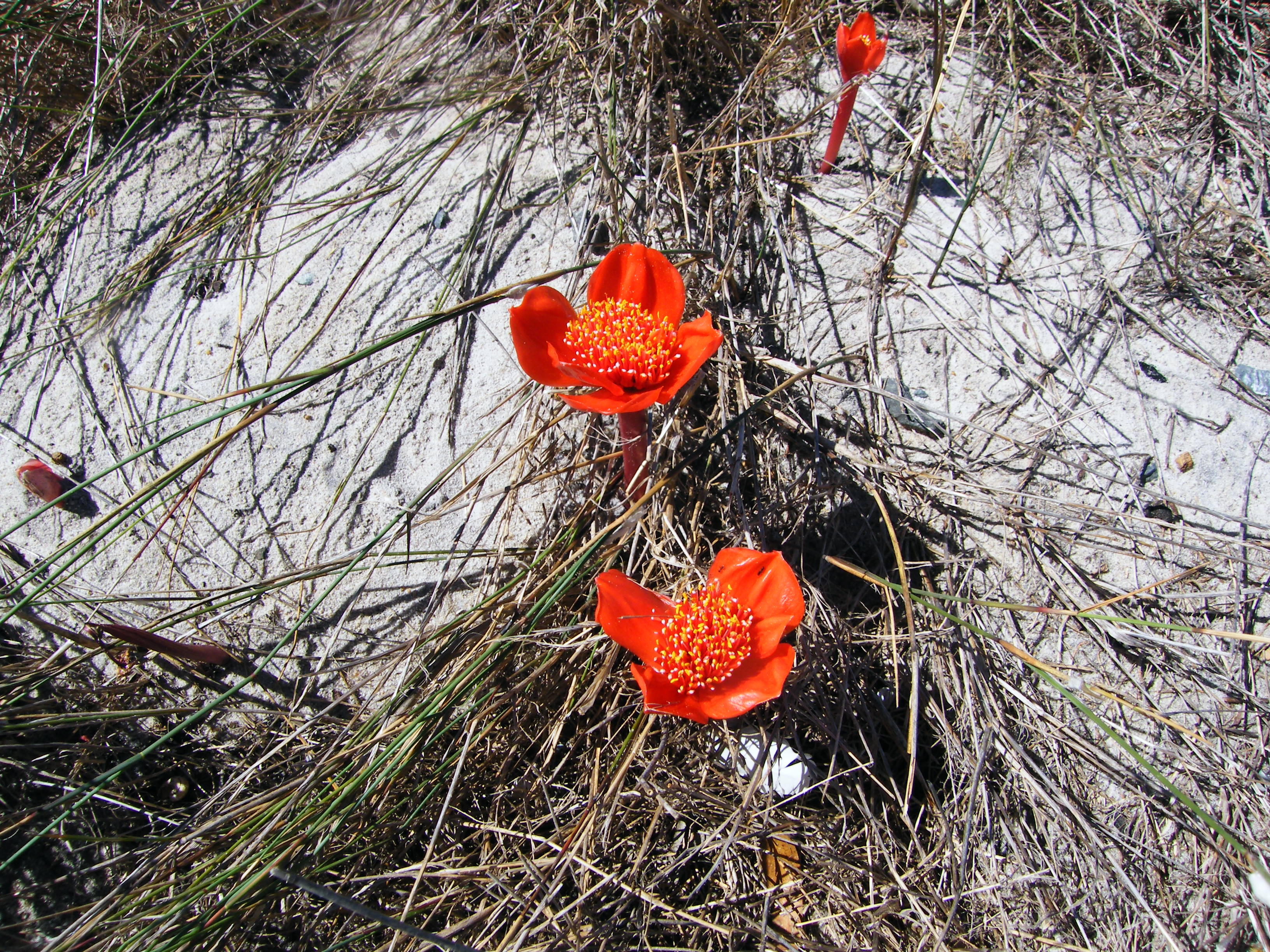